# XIIe législature de la Cinquième République française
La XIIe législature de la Cinquième République française est un cycle parlementaire français qui s'ouvre le 19 juin 2002, à la suite des élections législatives de 2002, et se termine le 19 juin 2007. Le parti du président Jacques Chirac, l'UMP, détient avec ses alliés la majorité des députés élus à l'Assemblée nationale. Précédée par la XIe législature (1997-2002), la XIIIe législature (2007-2012) lui succède. Elle est la première législature à majorité de droite à aller jusqu'au terme de son mandat sans être dissoute depuis la Ve législature achevée en 1978.

## Composition de l'exécutif
- Président de la République :
  - Jacques Chirac jusqu'au 16 mai 2007
  - Nicolas Sarkozy à partir du 16 mai 2007

| Gouvernement                          | Gouvernement          | Gouvernement                                      | Dates (Durée)                                       | Parti(s)      | Premier ministre      | Composition initiale               |
| ------------------------------------- | --------------------- | ------------------------------------------------- | --------------------------------------------------- | ------------- | --------------------- | ---------------------------------- |
|                                       | Jean-Pierre Raffarin  | Gouvernement Jean-Pierre Raffarin (2)             | du 17 juin 2002 au 30 mars 2004 (1 an et 287 jours) | UMP-UDF       | Jean-Pierre Raffarin  | 17 ministres 23 secrétaires d'État |
| Gouvernement Jean-Pierre Raffarin (3) | Jean-Pierre Raffarin  | du 30 mars 2004 au 31 mai 2005 (1 an et 62 jours) | 16 ministres 24 secrétaires d'État                  | UMP-UDF       | Jean-Pierre Raffarin  |                                    |
|                                       | Dominique de Villepin | Gouvernement Dominique de Villepin                | du 31 mai 2005 au 15 mai 2007 (1 an et 349 jours)   | UMP-UDF diss. | Dominique de Villepin | 16 ministres 15 secrétaires d'État |
|                                       | François Fillon       | Gouvernement François Fillon (1)                  | du 17 mai 2007 au 18 juin 2007 (32 jours)           | UMP-NC        | François Fillon       | 15 ministres 5 secrétaires d'État  |

## Composition de l'Assemblée nationale

### Résultats des élections législatives
| Partis politiques                                               | Partis politiques                           | Premier tour | Premier tour | Premier tour | Sièges     | Second tour | Second tour | Second tour | Sièges | Sièges | Sièges |
| Partis politiques                                               | Partis politiques                           | Voix         | %            | +/-          | Sièges     | Voix        | %           | +/-         | Nombre | +/-    | %      |
| --------------------------------------------------------------- | ------------------------------------------- | ------------ | ------------ | ------------ | ---------- | ----------- | ----------- | ----------- | ------ | ------ | ------ |
|                                                                 | Union pour la majorité présidentielle (UMP) | 8 408 023    | 33,30        | Nv           | 46         | 10 029 669  | 47,26       | Nv          | 358    | Nv     | 62,0   |
|                                                                 | Union pour la démocratie française (UDF)    | 1 226 462    | 4,86         | - 9,4        | 6          | 832 785     | 3,92        | - 16,8      | 27     | - 85   | 4,7    |
|                                                                 | Divers droite (DVD)                         | 921 973      | 3,65         | - 2,2        | 3          | 274 374     | 1,29        | - 1,2       | 8      | + 8    | 1,4    |
|                                                                 | Mouvement pour la France (MPF)              | 202 831      | 0,80         | - 2,2        | 1          |             |             |             | 1      | →      | 0,2    |
|                                                                 | Démocratie libérale (DL)                    | 104 767      | 0,41         | Nv           | 2          | 2           | Nv          | 0,3         |        |        |        |
|                                                                 | Rassemblement pour la France (RPF)          | 94 222       | 0,37         | Nv           | 0          | 61 605      | 0,29        | Nv          | 2      | Nv     | 0,3    |
|                                                                 | Majorité présidentielle                     | 10 958 278   | 43,4         | + 6,9        | 58         | 11 198 433  | 52,8        | + 6,7       | 398    | + 147  | 69,0   |
|                                                                 |                                             |              |              |              |            |             |             |             |        |        |        |
|                                                                 | Parti socialiste (PS)                       | 6 086 599    | 24,11        | + 0,6        | 2          | 7 482 169   | 35,26       | - 2,8       | 140    | - 115  | 24,3   |
|                                                                 | Parti communiste français (PCF)             | 1 216 178    | 4,82         | - 5,1        | 0          | 690 807     | 3,26        | - 0,6       | 21     | - 14   | 3,6    |
|                                                                 | Les Verts (LV)                              | 1 138 222    | 4,51         | Inc.         | 0          | 677 933     | 3,19        | Inc.        | 3      | - 4    | 0,5    |
|                                                                 | Parti radical de gauche (PRG)               | 388 891      | 1,54         | + 0,1        | 0          | 455 360     | 2,15        | →           | 7      | - 5    | 1,2    |
|                                                                 | Pôle républicain (PR)                       | 299 897      | 1,19         | Nv           | 0          | 12 679      | 0,06        | Nv          | 0      | Nv     | 0,0    |
|                                                                 | Divers gauche (DVG)                         | 275 553      | 1,09         | - 1,7        | 0          | 268 715     | 1,27        | - 1,3       | 7      | + 3    | 1,2    |
|                                                                 | Gauche parlementaire                        | 9 405 340    | 37,3         | - 7,3        | 2          | 9 587 663   | 45,2        | - 3,0       | 178    | - 135  | 30,8   |
|                                                                 |                                             |              |              |              |            |             |             |             |        |        |        |
|                                                                 | Front national (FN)                         | 2 862 960    | 11,34        | - 3,6        | 0          | 393 205     | 1,85        | - 3,7       | 0      | - 1    | 0,0    |
|                                                                 | Chasse, pêche, nature et traditions (CPNT)  | 422 448      | 1,67         | Inc.         | 0          |             |             |             | 0      |        | 0,0    |
|                                                                 | Ligue communiste révolutionnaire (LCR)      | 320 467      | 1,27         | Inc.         | 0          | 0           | 0,0         |             |        |        |        |
|                                                                 | Lutte ouvrière (LO)                         | 301 984      | 1,20         | Inc.         | 0          | 0           | 0,0         |             |        |        |        |
|                                                                 | Autres écologistes (ECO)                    | 295 899      | 1,17         | Inc.         | 0          | 0           | 0,0         |             |        |        |        |
|                                                                 | Mouvement national républicain (MNR)        | 276 376      | 1,09         | Nv           | 0          | 0           | 0,0         |             |        |        |        |
|                                                                 | Divers (DIV)                                | 194 946      | 0,77         | - 0,6        | 0          | 13 036      | 0,06        | - 0,1       | 1      | - 4    | 0,2    |
|                                                                 | Extrême gauche (EXG)                        | 81 558       | 0,32         | Inc.         | 0          |             |             |             | 0      |        | 0,0    |
|                                                                 | Régionalistes (REG)                         | 66 240       | 0,26         | Inc.         | 0          | 28 689      | 0,14        | Inc.        | 1      | Inc.   | 0,2    |
|                                                                 | Extrême droite (EXD)                        | 59 549       | 0,24         | + 0,1        | 0          |             |             |             | 0      |        | 0,0    |
|                                                                 |                                             |              |              |              |            |             |             |             |        |        |        |
|                                                                 | Inscrits                                    | 40 968 484   | 100          | –            |            | 36 783 746  | 100         | –           |        |        |        |
|                                                                 | Abstention                                  | 14 578 609   | 35,58        | + 3,5        | 14 597 581 | 39,68       | + 10,8      |             |        |        |        |
|                                                                 | Votes blancs et nuls                        | 1 143 830    | 4,33         | - 0,6        | 965 139    | 4,35        | - 2,0       |             |        |        |        |
|                                                                 | Suffrages exprimés                          | 25 246 045   | 95,67        | + 0,6        | 21 221 026 | 95,65       | + 2,0       |             |        |        |        |
| Source : Résultats publiés sur le site de l'Assemblée nationale |                                             |              |              |              |            |             |             |             |        |        |        |

### Groupes parlementaires
| Groupe parlementaire                      | Groupe parlementaire                      | Groupe parlementaire                                                                        | Députés                                   | Députés                                   | Députés | Président déclaré                                  |
| Groupe parlementaire                      | Groupe parlementaire                      | Groupe parlementaire                                                                        | Membres                                   | Apparentés                                | Total   | Président déclaré                                  |
| ----------------------------------------- | ----------------------------------------- | ------------------------------------------------------------------------------------------- | ----------------------------------------- | ----------------------------------------- | ------- | -------------------------------------------------- |
|                                           | UMP                                       | Union pour une majorité présidentielle (2002) Union pour un mouvement populaire (2002-2007) | 356                                       | 9                                         | 365     | Jacques Barrot jusqu'en 2004, puis Bernard Accoyer |
|                                           | SOC                                       | Socialiste                                                                                  | 140                                       | 1                                         | 141     | Jean-Marc Ayrault                                  |
|                                           | UDF                                       | Union pour la démocratie française                                                          | 27                                        | 2                                         | 29      | Hervé Morin                                        |
|                                           | CR                                        | Communistes & Républicains                                                                  | 21                                        | 0                                         | 21      | Alain Bocquet                                      |
|                                           |                                           |                                                                                             |                                           |                                           |         |                                                    |
| Total de députés membre de groupes        | Total de députés membre de groupes        | Total de députés membre de groupes                                                          | Total de députés membre de groupes        | Total de députés membre de groupes        | 556     |                                                    |
|                                           | Députés non-inscrits                      | Députés non-inscrits                                                                        | Députés non-inscrits                      | Députés non-inscrits                      | 21      |                                                    |
|                                           |                                           |                                                                                             |                                           |                                           |         |                                                    |
| Total des sièges pourvus                  | Total des sièges pourvus                  | Total des sièges pourvus                                                                    | Total des sièges pourvus                  | Total des sièges pourvus                  | 577     |                                                    |
| Total des sièges vacants et non attribués | Total des sièges vacants et non attribués | Total des sièges vacants et non attribués                                                   | Total des sièges vacants et non attribués | Total des sièges vacants et non attribués | 1       |                                                    |

### Composition socioprofessionnelle de l'Assemblée
Au niveau socio-professionnel, l'Assemblée comptait :
| Professions et catégories socioprofessionnelles | Recensement INSEE 1999 | Assemblée 2002 |
| ----------------------------------------------- | ---------------------- | -------------- |
| Agriculteurs                                    | 3,59 %                 | 2,79 %         |
| Artisans, commerçants, chefs d’entreprise       | 5,41 %                 | 6,32 %         |
| Cadres supérieurs et professions libérales      | 8,13 %                 | 20,10 %        |
| Professions intermédiaires                      | 15,17 %                | 61,35 %        |
| Employés                                        | 22,92 %                | 2,60 %         |
| Ouvriers                                        | 21,23 %                | 0,93 %         |
| Inactifs et chômeurs n’ayant jamais travaillé   | 23,55 %                | 0 %            |

### Présidents de l'Assemblée
- Jean-Louis Debré (UMP-RPR puis UMP, 1re circonscription de l'Eure) jusqu'au 4 mars 2007.
- Patrick Ollier (UMP, 7e circonscription des Hauts-de-Seine) à partir du 7 mars 2007.

## Élection du président de l'Assemblée nationale

### Élection du président
| Candidat                    | Circonscription        | Groupe         | Groupe | 1er tour | 1er tour | 2e tour | 2e tour | Situation |
| Candidat                    | Circonscription        | Groupe         | Groupe | Voix     | %        | Voix    | %       | Situation |
| --------------------------- | ---------------------- | -------------- | ------ | -------- | -------- | ------- | ------- | --------- |
| Jean-Louis Debré            | Eure (1re)             |                | UMP    | 217      | 40,11    | 342     | 67,46   | Élu       |
| Édouard Balladur            | Paris (12e)            |                | UMP    | 163      | 30,13    | Retrait | Retrait | Retrait   |
| Paulette Guinchard-Kunstler | Doubs (2e)             |                | SOC    | 140      | 25,88    | 142     | 28,01   | Battus    |
| Muguette Jacquaint          | Seine-Saint-Denis (3e) |                | CR     | 21       | 3,88     | 21      | 4,14    | Battus    |
| Autres                      | /                      |                | /      | 0        | 0,00     | 2       | 0,39    |           |
|                             |                        |                |        |          |          |         |         |           |
| Votants                     | Votants                | Votants        |        | 546      | 94,63    | 531     | 92,02   |           |
| Blancs et nuls              | Blancs et nuls         | Blancs et nuls |        | 5        | 0,92     | 24      | 4,52    |           |
| Exprimés                    | Exprimés               | Exprimés       |        | 541      | 99,08    | 507     | 95,48   |           |

### Remplacement de Jean-Louis Debré
Le matin avant l'élection visant à remplacer Jean-Louis Debré, démissionnaire après avoir été nommé président du Conseil constitutionnel, le groupe UMP organise une primaire pour départager ses candidats à la présidence de l'Assemblée nationale. Patrick Ollier (député de la 7e circonscription des Hauts-de-Seine, président de la commission des Affaires économiques et ancien vice-président de l'Assemblée lors de la précédente législature) l'emporte au premier tour avec 188 voix face à deux candidats issus de l'UDF : Claude Gaillard (député de la 3e circonscription de Meurthe-et-Moselle et premier questeur de l'Assemblée), qui obtient 138 vois, et Yves Bur (député de la 4e circonscription du Bas-Rhin et premier-vice de l'Assemblée) qui n'en obtient que 18, malgré le soutien de Pierre Méhaignerie.
| Candidat       | Circonscription     | Groupe politique | Groupe politique | Voix | %     | Situation |
| -------------- | ------------------- | ---------------- | ---------------- | ---- | ----- | --------- |
| Patrick Ollier | Hauts-de-Seine (7e) |                  | UMP              | 248  | 99,60 | Élu       |
| Autres         |                     |                  |                  | 1    | 0,40  |           |
|                |                     |                  |                  |      |       |           |
| Votants        | Votants             | Votants          | Votants          | 267  | 46,27 |           |
| Blancs et nuls | Blancs et nuls      | Blancs et nuls   | Blancs et nuls   | 18   | 6,74  |           |
| Exprimés       | Exprimés            | Exprimés         | Exprimés         | 249  | 93,26 |           |